# Hans Gysin (Mundartdichter)
Hans Gysin (* 14. April 1882 in Oltingen, Kanton Basel-Landschaft; † 10. November 1969 in Liestal) war ein Schweizer Landwirt und Mundartdichter.

## Leben und Werk
Gysin wuchs auf dem Bauerngut «Sandgrube» in Oltingen auf und absolvierte eine Landwirtschaftslehre und vor allem – wie er betonte – die «Hochschule des Lebens». Zusammen mit seiner Familie führte Gysin das bäuerliche Heimwesen bis ins hohe Alter.
Gysin verfasste schon in jugendlichen Jahren Gedichte, Erzählungen und dramatische Szenen in Schriftsprache und in der Mundart, die speziell in den «Schafmatterdörfern» Anwil, Oltingen und Wenslingen gesprochen wird. Er liess sich von der Natur, religiösen Themen und dem Bauern- und Posamenterleben inspirieren. Seine Werke sind oft geprägt von abgeklärten Lebensweisheiten und feinem Humor. Einzelne Gedichte und Kurzerzählungen erschienen regelmässig in den Baselbieter Heimatblättern und im Baselbieter Heimatbuch.
Gysin wirkte 1969 an den Vorbereitungen für eine Radioproduktion mit, die ihn und sein Werk zum Thema hatte. Einen Monat vor der Sendung verstarb er jedoch.

## Werke (Auswahl)
- Der rote Teufel (1928)
- Feldblumen (1920)
- Wägwarte (1953)
- Der guet Bricht (1961)
- Am Mühlibach (1969)